# Пјетрабондате
Пјетрабондате (итал. Pietrabbondante) је насеље у Италији у округу Изернија, региону Молизе.
Према процени из 2011. у насељу је живело 542 становника. Насеље се налази на надморској висини од 983 м.

## Становништво
| 1931. | 1936. | 1951. | 1961. | 1971. | 1981. | 1991. | 2001. | 2011. |
| ----- | ----- | ----- | ----- | ----- | ----- | ----- | ----- | ----- |
| 2.358 | 2.599 | 2.599 | 2.149 | 1.694 | 1.316 | 1.108 | 961   | 826   |